# Metrofane II di Costantinopoli
Metrofane II o Metrofanio II (... – Costantinopoli, 1º agosto 1443) è stato il Patriarca ecumenico di Costantinopoli tra il 1440 e il 1443.
Metrofane era metropolita di Cizico in Asia Minore quando fu chiamato a far parte della delegazione di vescovi presenti al Concilio di Firenze.
Fu nominato dall'imperatore Giovanni VIII il 4 maggio 1440 come successore del patriarca Giuseppe II di Costantinopoli in seguito alla morte di quest'ultimo a Firenze ritenendolo sicuro unionista. L'imperatore, ansioso di ottenere aiuto da papa Eugenio IV per far fronte all'aggressione turca, cercò che il Patriarca e tutti gli altri vescovi si dichiarassero sottomettessi all'autorità papale. Un solo vescovo non si prestò: Marco Eugenico, metropolita di Efeso, e senza la sua firma il documento per la comunione tra Chiesa orientale e occidentale fu considerato invalido.
Poco dopo la sua intronizzazione il 15 maggio 1440, giorno dell'Ascensione, il popolo e il clero di Costantinopoli, aizzati da Marco di Efeso, si rifiutarono di partecipare alla comunione mentre Metrofane II serviva la solenne liturgia in cui menzionava il nome del papa. Marco d'Efeso fuggì dalla capitale con Antonio di Eraclea e si rifugiò ad Efeso. Altri membri del clero si dimisero (Theodore Agallianos, Georgios Gennadios Scholarios e Georgios Amiroutzis). Metrofane II affrontò questa virulenta opposizione, licenziando diversi vescovi  "scismatici" per sostituirli con prelati di sua fiducia, anche al di fuori della sua giurisdizione. Nel 1443 si attirò così le scomuniche degli altri tre patriarchi ortodossi di Alessandria, Gerusalemme e Antiochia, sebbene i loro delegati avessero aderito all'Unione delle Chiese. L'imperatore Giovanni VIII Paleologo organizzò una disputa teologica tra due vescovi latini e Marco di Efeso, ma entrambe le parti rivendicarono la vittoria. Sentendosi mal sostenuto dall'imperatore in questa nuova prova, allora si ammalò e si dimise.
Si dice che sia morto di dolore il 1º agosto 1443 a Costantinopoli. Per mancanza di un patriarca effettivo fino al 1445, la causa dell'unione rimase priva di guida.